# Nachtjagdgeschwader 1
1-ша ескадра нічних винищувачів (нім. Nachtjagdgeschwader 1 (NJG 1) — ескадра нічної винищувальної авіації Люфтваффе за часів Другої світової війни. Ескадра почала формування 22 червня 1940 року, яке завершилося створенням у жовтні 1942 року IV/NJG 1. Загалом NJG 1 мала у своєму складі чотири авіаційні групи, озброєних нічними винищувачами Bf 109, Bf 110, He 219, Ju 88 тощо. NJG 1 була підрозділом протиповітряної оборони, що протистояла стратегічним бомбардуванням авіації Королівських ПС і авіації армії США в кампанії зі Стратегічної повітряної оборони Рейху.
У ході повітряної битви за Британію протиборчі сторони розпочали активно здійснювати нічні авіанальоти, користуючись недосконалістю існуючої системи протиповітряної оборони. Основний тягар нічних боїв ліг на ескадри, озброєні важкими двомоторними Messerschmitt Bf.110. У травні 1940 року почали формувати окремі ескадрильї нічних винищувачів, а 26 червня 1940 року на основі них була організована 1-ша ескадра нічної винищувальної авіації. На озброєнні ескадри надійшли переобладнані в нічні винищувачі бомбардувальники Ju 88 і Do 17.
З 1941 року інтенсивність нічних бомбардувань нацистської Німеччини британським Бомбардувальним командуванням багаторазово зросла. Пілоти NJG 1 зуміли запровадити тактику нічного перехоплення, діючи у тісній взаємодії з частинами зенітної артилерії та постами РЛС та прожекторів. Завдяки вмілому комбінованому застосуванню ескадри відсоток втрат стратегічної бомбардувальної авіації союзників різко збільшився. Надалі сторони неодноразово впроваджували різні технологічні нововведення, що дозволяло їм періодично брати гору у протистоянні: централізоване наведення винищувачів станціями стеження, радари «Вюрцбург», «Ліхтенштейн», «Фленсбург», «Моніка», бортові радіоелектронні системи навігації та автоматичного керування вогнем, інфрачервоні приціли, системи розпізнавання «свій-чужий», систему озброєння «неправильна музика», засоби радіолокаційних перешкод «Віндоу».

## Історія частини
I авіагрупа ескадри сформована 22 червня 1940 року з підрозділів I. групи 1-ї ескадри важких винищувачів (ZG 1) і IV. групи 26-ї ескадри важких винищувачів (ZG 26). II авіагрупа була сформована з IV.(N) групи 2-ї винищувальної ескадри 1 липня 1940 року, хоча авіагрупу було названо III./NJG 1. 1 липня створена ескадрилья 4./NJG 1 з ескадрильї важких винищувачів 30-ї ескадри Z./Kampfgeschwader 30 (Zerstörer/ KG 30). 7 вересня 1940 року цю групу було перейменовано на I./Nachtjagdgeschwader 2 (NJG 2), хоча вона отримала особовий склад з I./ZG 26. 1 липня також була створена III. група з II./NJG 1. А IV./NJG 1 була створена 1 жовтня 1942 року на базі II./NJG 2. Оберст Фальк став першим командиром ескадри. Гауптман Гюнтер Радуш прийняв командування авіагрупою I./NJG 1, майор Вальтер Еле став першим постійним командиром II./NJG 1, гауптман Філіпп фон Ботмер і майор Гельмут Лент прийняли командування групами III. і IV./NJG 1 відповідно.
I./NJG 1 мала базу на аеродромі Венло, де частина дислокувалася з 18 березня 1941 року до 5 вересня 1944 року. Дві злітні смуги мали довжину по 1450 м, а третя — 1200 м. Для освітлення було використано 2000 ламп, а 48 км доріг вели до майстерень, командних пунктів і житлових приміщень. Життєдіяльність аеродрому нічної авіації забезпечувало 18 000 працівників. Формування крил нічних винищувачів об'єднало різні типи пілотів з різними уподобаннями. Екіпажі II./NJG 1, які були сформовані з Z./KG 30, віддали перевагу Ju 88, Do 17 і Do 217, які вважалися пілотами Bf 110 «кульгавими качками», непридатними для цієї ролі. Ці пілоти віддавали перевагу іншим якостям, не переважаючим у важких винищувачах; просторі кабіни пілотів, третій член екіпажу, який буде спостерігати, більша витривалість польоту, автопілот і потужніше озброєння. Ці пілоти, в деяких випадках, були похилого віку для військового авіатора, часто вони були колишніми пілотами Deutsche Luft Hansa. Ці люди не легко пристосувалися до концепції контрольованих нічних боїв. Вернер Бааке та Рудольф Шенерт були прикладами колишніх пілотів «Люфт Ганзи», які приєдналися до Люфтваффе в 1941 році. II./NJG 1 був оснащений Ju 88C і Do 17 Z-10 в 1940 році.
Восени 1940 року командування Люфтваффе почало операції з далекого перехоплення літаків противника (нім. Fernnachtjagd), щоб запобігти зростаючій кількості нальотів британського Бомбардувального командування. Служба раннього виявлення Люфтваффе змогла визначити, коли британські бомбардувальники мають розпочинати операції. Нічні винищувачі отримали наказ патрулювати узбережжя Німеччини, літати до виявлених авіабаз противника, де базувалися бомбардувальники і слідувати за ними при поверненні назад до Англії. I./NJG 2 став єдиним підрозділом, який перехоплював літаки противника при цьому виді операції, але результати для німців виявилися коштовними. Крило втратило 32 екіпажі загиблими у боях та 12 втрачених літаків в обмін на 18 збитих британських літаків, як стверджували німці. Німецька оборона над Європою в 1941 році мала дуже обмежені спроможності. Хоча нацистська пропагандистська машина описувала бомбардувальники Королівських ПС як «втомлених старих корів», але обмежений радіус дії точного радара «Вюрцбург» та нездатність відрізнити свою авіацію від ворожої поставили Люфтваффе в невигідне становище. «Освітлювальний бойовий пояс» (нім. Helle Nachtjagd), який містив три радари на батарею прожекторів, охоплював територію від кордону з Данією до Мобежа і міг з великою точністю виявляти бомбардувальники, які входили в зону та виходили з неї, але пілоти бомбардувальників Королівських ПС навчилися долати цю перешкоду: вони пікірували після наближення до «поясу», розігналися повз пошукові світлові батареї на малих висотах і виходили з найнебезпечнішої частини зони протиповітряної оборони німців.
Поява в 1942 році новітніх «Галіфаксів» і «Ланкастерів» призвела до подальших проблем. Бомбардувальники могли випереджати Bf 110C або D на неглибокому пікіруванні та на висоті понад 5000 м. Німецькі пілоти повинні були виявити бомбардувальник завчасно, щоб мати можливість пікірувати з набагато більшої висоти. Впровадження нових варіантів радарів, таких як радар «Фрея», зрештою покращило дальність та проблеми ідентифікації, що мали місце в 1941 році.
У середині 1940 року штаб NJG 1 під командуванням Фалька базувався в Дюссельдорфі та Делені і мав три Bf 110B. У Беннінгхардті I./NJG 1 мала у свою чергу 34 Bf 110C і D, 22 з яких були в боєготовому стані. У Дюссельдорфі II./NJG 1 міг виставити 11 Ju 88C, чотири боєготові, і 10 Do 17Z, дев'ять справних. У Кельні III./NJG 1 мав Messerschmitt Bf 109; 13 Bf 109C, чотири готових, три Bf 109 D і один боєготовий, 17 Bf 109 E були присутні, всі, крім одного, були готові. У ніч з 19 на 20 липня Вернер Штрайб, 2./NJG 1, здобув одну з перших повітряних перемог для NJG 1: бомбардувальник Armstrong Whitworth Whitley, був ним збитий о 02:15 поблизу Зарбека. Штрайб став командиром групи II./NJG 1 лише через два місяці. Оберфельдфебель Фостер з 8./NJG 1 отримав відзнаку за першу повітряну перемогу NJG 1 у ніч на 9 липня 1940 року. У цей час NJG 1 експериментувала з нічними перехопленнями, використовуючи свої Bf 110 і Do 17 за підтримки одного прожекторного полку. Лише 42 британські бомбардувальники були збиті в 1940 році німецькими нічними винищувачами. I. і II./NJG 1 зіткнулися з труднощами з визначенням місцезнаходження бомбардувальників у 1940 році, і їх невдачі спонукали Каммгубера запровадити більш гнучку тактику дії нічної авіації, засновану на чіткій взаємодії та координації дій нічних винищувачів, прожекторних батарей і радарів. Нічні винищувачі орієнтувалися на світлові і радіомаяки, розташовані за «освітленим поясом» прожекторів. Як тільки бомбардувальник виявлявся, нічний винищувач летів у «пояс», виходив у задню напівсферу бомбардувальника та вступив з ним у бій. Для перехоплення були потрібні радари «Вюрцбург»; один для відстеження винищувача, а інший зосереджувався на бомбардувальнику для координації дії прожектора.
У середині 1941 року пілоти NJG 1 почали експериментувати з радаром «Ліхтенштейн», який почав надходити на озброєння авіації. Між 10 серпня та 30 вересня 1941 року Людвіг Беккер збив шість бомбардувальників Королівських ПС, керуючи оснащеним таким радаром Dornier Do 215 B-5. Єдиний ліхтенштейнський радар тоді вийшов з ладу, оскільки наступні успіхи були зареєстровані лише в червні 1942 року. Радарів «Ліхтенштейн» бракувало до середини 1943 року, тоді воно було у 80 % нічних винищувачів. I./NJG 1 і II./NJG 2 мали пріоритет, оскільки вони прикривали підступи до Руру. Перші винищувачі Ju 88C, оснащені цим радаром, у лютому 1942 року були поставлені II./NJG 1 у Леувардені. Прибуло лише чотири комплекти, і знадобилося кілька тижнів, щоб привести їх у повну бойову готовність. Невдовзі екіпажі оцінили пристрій і виявили бажання інсталювати його на своїх літаках. У цей час у NJG 1 тестувалися інші платформи. У березні 1942 року Dornier Do 217 J також був випробуваний NJG 1; однак відсутність ефективності зробила цей тип важкого винищувача непопулярним серед екіпажів.
Беккер розробив власну тактику атаки британських бомбардувальників. Він стежив за літаком з корми, трохи нижче висоти, що демонструвалася на радарі. Помітивши бомбардувальник, він пікірував і прискорювався, щоб не бути поміченим хвостовим навідником. Опинившись під ворогом, Беккер скидав газ і зрівнювався зі швидкістю пілота, який нічого не підозрював. Потім Беккер поступово піднімався на 50 м від цілі, перш ніж підтягнутися та відкрити вогонь. Після цього Do 215 знижував швидкість, дозволяючи бомбардувальнику летіти вперед і наражатися на суцільний шлейф снарядів. При атаці в такий спосіб приціл знадобився рідко. Незабаром ця тактика ведення бою стала широко використовуватися нічними винищувачами.
У 1941 році Штрайб здобув 22 повітряні перемоги, що зробило його найуспішнішим нічним пілотом року. Пауль Гільднер претендував на 21, а Лент претендував на 20, що зробило його третім найбільшим результативним претендентом у Люфтваффе того року. Радуш, який провів кілька днів, командуючи I./NJG 1 у 1940 році під час її формування, заявив про 13 здобутих перемог. Наприкінці 1941 року Гайнц-Вольфганг Шнауфер приєднався до крила і став найуспішнішим пілотом нічної винищувальної авіації в історії зі 121 оголошеною перемогою.
У лютому 1942 року маршал авіації Артур Гарріс очолив Бомбардувальне командування. Гарріс став рушійною силою створення потужного важкого бомбардувальника для проведення операцій з тотального площинного бомбардування об'єктів. Рейди на Любек у березні та Кельн у травні 1942 року поклали початок новому етапу в обороні Рейху. Над Любеком NJG 1 заявляв лише про збиття одного бомбардувальника із семи заявлених в той день. 30/31 травня 1942 року NJG 1 заявив про 21 бомбардувальник під час останньої атаки на Кельн з 32, збитих німецькими нічними винищувачами. Загалом був збитий 41 бомбардувальник. Однією з перших втрат крила був Гельмут Волтерсдорф, який загинув у червні 1942 року у бою проти нічного винищувача ПС.
З 30 травня по 17 серпня 1942 року Бомбардувальне командування розпочало регулярні нальоти 1000 бомбардувальників на Німеччину, використовуючи маси бомбардувальників для зниження спроможностей лінії Каммгубера. З серпня 1942 року Бомбардувальне командування почало оснащувати свої літаки новітніми навігаційними приладами. 31 грудня 1942 року Бомбардувальне командування використало літак «Москіто» і бомбардувальник «Ланкастер», оснащені OBOE, під час тестового рейду на Дюссельдорф.
1942 рік виявився успішним в тактичному сенсі для німецьких нічних винищувачів. Лент очолював лист, записавши на свій рахунок 42 перемоги за рік, Райнгольд Кнаке заявив про 40, як і Беккер, а Гільднер заявив про 38 збитих бомбардувальників британців. У ніч з 16 на 17 вересня 1942 року Кнаке став першим нічним винищувачем, який претендував на статус аса дня, коли він заявив про п'ять збитих бомбардувальників. 1942 рік закінчився безуспішно. Погода, зниження активності ворога та глушіння німецьких радарів призвели до обмежених перехоплень. У бойовому журналі II./NJG 1 зазначено, що за 64 бойових вильоти з вересня 1942 по жовтень перемога була досягнута лише в кожному десятому вильоті; загинули двоє нічних винищувачів. Почався період «безплідних» операцій.
У лютому 1943 року кілька асів нічної ескадри загинули у боях: Кнаке загинув на третій день. Беккер загинув під час рідкісного денного перехоплення проти 8-ї повітряної армії США. Потім загинув Гільднер. Оскільки найбільш відомі аси загинули, Йоганнес Гагер, який здобув 48 перемог у повітрі, приєднався до NJG 1 у лютому 1943 року.
У березні 1943 року Гарріс розпочав свою першу узгоджену військову кампанію проти конкретної цілі, відому як битва за Рур. Гарріс мав 53 ескадрильї для масованої битви і вважав, що має достатньо ресурсів для тривалого наступу на промисловий регіон Німеччини.
У першу ніч масованого нальоту, 5/6 березня 1943 року, NJG 1 заявила про знищення 10 бомбардувальників противника. Серед заявників були льотчики-винищувачі Манфред Мойрер, Герберт Лют'є, Гайнц Фінке та Лент. 12/13 березня NJG 1 заявила про 13 перемог у повітрі і повторила це знову 29/30 березня. 3/4 квітня крило заявило про 17 збитих ворожих літаків. Успіх повторився лише 27/28 квітня, коли його пілоти подали 10 збитих цілей. 4/5 травня NJG 1 заявив про знищення 24 бомбардувальників і був єдиним підрозділом Люфтваффе, який повідомив про будь-які успіхи тієї ночі.
Серед пілотів відзначився Ганс-Дітер Франк, який здобув 55 повітряних перемог, і ненадовго очолив I./NJG 1 перед своєю смертю в зіткненні з колегою під час польоту на He 219. Зіткнення могло бути спричинене нападом на його винищувач британського аса вінг-командера Боба Брахема. 12/13 травня крило заявляло про 25, а 13/14 травня пілоти заявляли про ще 26 перемог. 23/24 травня було заявлено ще 23 збитих бомбардувальники. Атаки на Дортмунд тієї ночі коштували Бомбардувальному командуванню 38 літаків. У ніч з 30 на 31 травня було збито 58 бомбардувальників. Авіаційний наліт на Вупперталь 29/30 травня коштував британцям 33 літаків. У червні 1943 року NJG 1 заявила про збиття 211 бомбардувальників Королівських ПС. Загальні британські втрати склали 277 за місяць з усіх причин. Під час кампанії NJG 1 змогла постійно брати участь у бойових діях з бомбардувальною авіацією союзників. В одну ніч крило підняло 50 нічних винищувачів, лише одну шосту частину сил Люфтваффе. Залучення додаткових екіпажів було неможливим у системі Каммгубера, яка вимагала жорсткого розподілу підрозділів у певних точках і на певних рубежах по лінії контролю. Дітріх Шмідт став ще одним асом NJG 1 під час Рурської кампанії, заявивши про свої перші успіхи, які досягли 43 збитих літаків до березня 1945 року.
На момент завершення Рурської кампанії Бомбардувальне командування зазнало великих втрат від німецьких нічних винищувачів і протиповітряної оборони. 1099 загинули з усіх причин. Оборона Люфтваффе не змогла запобігти бомбардуванню й серйозним збиткам німецького виробництва. Виробництво сталі впало на 200 000 тонн, а оборонна промисловість зіткнулася з дефіцитом сталі в 400 000 тонн. Після подвоєння виробництва в 1942 році виробництво сталі зросло лише на 20 відсотків у 1943 році. Адольф Гітлер і його міністр озброєнь Альберт Шпеер були змушені скоротити заплановане збільшення виробництва. Цей зрив спричинив Zulieferungskrise (кризу субкомпонентів). Збільшення виробництва літаків для Люфтваффе також різко загальмувалося. Місячне виробництво не зростало між липнем 1943 і березнем 1944. Історик Адам Туз робить висновок; «Бомбардувальне командування зупинило збройне диво Шпеєра на місці». Виробництво локомотивів було припинено після березня 1943 року в Рурі разом із запалами для боєприпасів. Понад 100 000 людей були виселені з Ессена, що призвело до неможливості продовжувати масштабне виробництво на заводах Круппа.
Пілоти нічних винищувачів Люфтваффе вперше відчули присутність нічних винищувачів великої дальності дії Королівських ПС над Німеччиною. Оснащені радарами літаки «Бофайтер» і «Москіто» забезпечували винищувальне супроводження та прикриття бомбардувальної авіації в ході нальотів на Рур. Ці екіпажі, що прийшли з Винищувального командування, називали свої місії «квітковими» вильотами. Ця тактика вимагала від пілотів Королівських ПС здійснювати нальоти на аеродроми нічних винищувачів Німеччини та патрулювати їх, щоб знищувати німецькі нічні винищувачі, коли вони піднімалися в повітря або приземлялися. Ці операції були успішними і призвели до втрат кількох німецьких літаків у червні. У серпні 1943 року при проведенні операції «Гідра» проти Пенемюнде вінг-командер Брагем вступив у бій з двома екіпажами NJG 1, асом з 15 перемогами Георгом Крафтом та іншим асом Гайнцом Вінке, і збив їх обох, убивши першого та поранивши другого. Ще два інших екіпажі були втрачені в ході авіанальоту. Верховний командувач Люфтваффе генерал Ганс Єшоннек нібито покінчив життя самогубством через провал німецької нічної оборони.
24 липня 1943 року, через кілька днів після завершення Рурської кампанії, Гарріс наказав провести операцію «Гоморра» — атаку на Гамбург. Метою було зірвати або припинити виробництво підводних човнів у портовому місті. Застосування дипольних протирадарних відбивачів зруйнувало німецьке захисне радіолокаційне поле, і потоки бомбардувальників за допомогою Oboe та радарів H2S змогли пробити оборону та спустошити центр міста. По місту завдавав удару 791 бомбардувальник. Німецька протиповітряна оборона становила лише 1,5 відсотка від сили тих, що атакували місто. Захищаючи місто, NJG 1 заявляв лише про три збиті бомбардувальники з 12, заявлених пілотами нічних винищувачів, — Nachtjagdgeschwader 3 заявляв про решту. Наслідки рейду та усвідомлення того, що німецькі радари були тимчасово засліплені, призвели до широкого використання влітку 1943 року союзною авіацією «тактики дикого кабана». Нацистське керівництво було розгублене, і Каммгубер, який чинив опір закликам відмовитися від передової системи Гіммельбетта, був змушений шукати технічні рішення для недопущення глушіння радарів «Фрея», «Ліхтенштейн» та «Вюрцбург».
У серпні з певним ефектом німці застосували контртактику «приручений кабан» (нім. Zahme Sau). Ідея Віктора фон Лоссберга полягала в тому, щоб нічні винищувачі, оснащені експериментальним радаром SN-2, взаємодіяли з системами Y-контролю на землі та «проточувалися» у потік бомбардувальників. Опинившись серед ворожих літаків, нічні винищувачі передавали пеленгаційні сигнали, щоб залучити інші нічні винищувачі. Це призвело до певного успіху; в сумі 250 літаків, як стверджується, було збито на всіх фронтах. Успіх коштував втратою 40 збитих у групі нічних винищувачів, лише 28 були замінені у серпні. Протягом місяця був втрачений 61 двомоторний нічний винищувач, але лише 59 було замінено. Як зазначив один німецький історик, у жовтні почалися часті операції із застосуванням важких винищувачів «Москіто», «жоден аеродром у Центральній Німеччині тепер не був безпечним».
У серпні NJG 1 брав участь у денних операціях проти авіації армії США. Підрозділи крила вступили в бій з 8-ю повітряною армією під час місії Швайнфурт-Регенсбург з деяким успіхом. 15 екіпажів II./NJG 1 брали участь у бою і вони заявили про сім збитих бомбардувальників B-17 «Летюча фортеця», але отримали пошкодження всіх Bf 110, що поринули на перехоплення. Чотири Bf 110 були збиті вогнем у відповідь і в результаті сутичок з P-47 «Тандерболтами» 56-ї винищувальної групи США. Лише під час цієї операції був знищений 21 нічний винищувач, що вивело їх з Пенемюнде тієї ночі. NJG 1 були змушені були протистояти важким бомбардуванням американської авіації до кінця січня 1944 року; хоча IV./NJG 1 здійснив останнє перехоплення 4 лютого.
5 жовтня 1943 року NJG 1 разом із NJG 2 сформували 1-шу винищувальну дивізію, зоною відповідальності якої стали Нідерланди, Бельгія та Рур. Проведені британцями операції «Корона» та «Мандрель» ще більше заплутали керівництво нічної винищувальної авіації, як це стало очевидним у жовтневій атаці союзників на Кассель. Обладнаний радарним детектором Naxos нічний винищувач розпізнав зміну курсу бомбардувальників і зміг вивести 180 нічних винищувачів до Касселя, де вони знищили 39 бомбардувальників, ціною втрати шести. NJG 1 записав на свій рахунок чотири; Мойрер, Шнауфер і Вернер Гуземан були серед переможців.
У листопаді 1943 року Артур Гарріс розпочав «битву за Берлін», вважаючи, що знищення німецької столиці завершить війну без операції «Оверлорд», запланованого вторгнення десанту союзників до Франції. Битва завершилася в березні 1944 року перемогою німецьких нічних винищувачів. Застосування радара SN-2 і пасивного радар-детектора «Фленсбург» допомогло екіпажам Люфтваффе. «Фленсбург» зміг виявити радіолокаційне випромінювання радарів «Моніка», які попереджали екіпажі Королівських ПС про наближення нічного винищувача. Радар-детектор Naxos і радари SN-2 довели свою цінність разом із «Фленсбургом». Радар «Моніка» лише попереджав про винищувач у межах 1000 м у конусі 45 градусів, тоді як «Фленсбург» міг виявити бомбардувальник на відстані до 100 км. Захоплення приймачів раннього попередження «Моніка» та «Бузера» в березні 1943 року дозволило німцям розвинути «Фленсбург». Комплекс «Моніка» був захоплений через тиждень після його появи на фронті, і це стало серйозним ударом для британського Бомбардувального командування. Захоплення нічного винищувача Ju 88, який в липні 1944 року приземлився в Англії, довело це британцям, які потім змушені були вжити контрзаходи; в основному шляхом зняття хвостових радарів з бомбардувальників або їх вимкнення.
До 12 грудня 1943 року нічний винищувач He 219 надійшов до бойового складу NJG 1, і авіагрупа I./NJG 1 були озброєна ним. До червня 1944 року І. група мала 20 He 219, які виявилися дорогими в експлуатації та обслуговуванні; близько 90 000 людино-годин на літак у порівнянні з 30 000 на Ju 88C і G. Невелика частина He 219 була доставлена до II./NJG 1. Основний кістяк NJG 1 все ще складався з винищувачів Bf 110. Штрайб командував штабом/NJG 1 і крилом з Делен. Манфред Мойрер командував I./NJG 1 у Венло, який керував Bf 110 і He 219. II. група під керівництвом фон Боніна в Сінт-Трейдені мала Bf 110 і Do 217, тоді як Егмонт принц цур Ліппе-Вайсенфельд і Ганс-Йоахім Ябс командували III. і IV. групами відповідно у Твенте та Леувардені; обидві групи озброювалися Bf 110.
1943 рік закінчився тим, що пілоти NJG 1 мали найбільшу кількість перемог серед літаків нічної авіації. Лент здобув 76 перемог і був найкращим асом Люфтваффе цього роду військової авіації. Загальна кількість перемог Штрайба становила 63 літаки, Мойрера — 62 на момент його смерті, Шонерта — 56, Франка — 55, Гейгера — 53, принца цур Ліппе-Вайссенфельда — 51, Беккера, Гільднера та Кнакке — у всіх було по 44. Шнауфер і Вінке заявили про 42 і 37 перемог відповідно. Але значна кількість асів ескадри загинула в протистоянні з британською та американською авіацією.
У січні 1944 року I./NJG 1 втратила командира групи Мойрера — із 65 перемогами — третього найрезультативнішого нічного винищувача у війні на той час. Він використав тактику неправильної музики і наблизився надто близько до британського бомбардувальника, який вибухнув і, падаючи, урізався у літак Мойрера. У березні 1944 року був убитий ще один бойовий командир, Егмонт принц цур Ліппе-Вайссенфельд. Протягом наступних тижнів британське командування обрало південно-західну Німеччину як головний район проведення своїх операцій, що дозволило їм повертатися через нейтральну Швейцарію. Люфтваффе відповіло переведенням II. і III./NJG 1 до Франції. З 20 квітня III./NJG 1 оперував з Лана. Нічні операції винищувачів над Францією виявилися дорогими для Люфтваффе. Британці здійснювали нальоти переважно місячними ночами й користувалися потужною підтримкою винищувачів «Москіто». Пілотам Люфтваффе насилу вдавалося протистояти потокам ворожих бомбардувальників.
23/24 березня 1944 року Гарріс санкціонував шістнадцяту і останню атаку на Берлін майже через п'ять тижнів після останньої. 811 британських бомбардувальників вирушили на німецьку столицю, 147 здійснювали відволікаючі рейди на Гавр у Франції. 105-та ескадрилья Королівських ПС відправила 12 «Москіто» на Твенте, Венло та Сінт-Трюйнден; всі аеродроми базування підрозділів NJG 1. Ще 17 «Москіто» були відправлені на пошукові операції. NJG 2 і NJG 3 мали планувати свої перехоплення вздовж транзитних шляхів поблизу Зюльта. NJG 5 і NJG 6 діяли поблизу узбережжя Балтійського моря та Берліна та цільової зони. NJG 4 і NJG 1, очевидно, були зарезервовані для ліквідації бомбардувальників, що поверталися. Але, відволікаючі операції мали незначний ефект. NJG 1, 2 і 3 всю ніч діяли вздовж маршруту потоку бомбардувальників. З 72 літаків, про які Бомбардувальне командування повідомило як втрачені, 45 були жертвами зенітного вогню, 18 були збиті нічними винищувачами і дев'ять з невідомих причин. Битва за Берлін коштувала Бомбардувальному командуванню 497 літаків, ще 72 розбилися в Англії. Враховуючи пошкоджені літаки, загальні втрати склали 1128 бомбардувальників. 256 нічних винищувачів було втрачено.
31 березня 1944 року Бомбардувальне командування провело свою єдину найдорожчу операцію під час війни, атакуючи Нюрнберг. Британські літаки вибрали прямий маршрут за сприятливих погодних умов, що дозволяло німецьким нічним винищувачам легко вдертися в потік бомбардувальників. Прямий маршрут Гарріса проходив через кілька нічних пунктів збору винищувачів, і в результаті боїв було знищено 95 бомбардувальників Королівських ПС. Ескадрильї NJG 1 були перекинуті аж із Франції. 8./NJG 1, що базувалася в Шато де Марше, поблизу Марше, Ена, під командуванням Дітріха Шмідта, були відправлені в бій. Шмідт описав весь жах бою. Коли він приземлився на аеродромі в Німеччині, він знайшов людське волосся та залишки тіла на одному зі своїх гвинтів, імовірно, з бомбардувальника «Галіфакс», який він збив тієї ночі. 2./NJG 1 здійснив політ чотирьох Bf 110 із Сен-Дізьє та діяв із Лана; решта вісім Bf 110 ескадрильї були знищені під час американської атаки на їхню базу незадовго до цього.
Зниження ефективності німецької нічної винищувальної авіації почався лише через три місяці після, мабуть, найбільшого успіху. Повітряний опір зменшувався вдень і вночі, і повітряні сили союзників нарешті здобули панування в повітрі. Все нагальнішою постала проблема нестачі палива Люфтваффе для літаків та забезпечення достатньої підготовки екіпажів винищувачів. ОКЛ не передбачав краху системи денної та нічної винищувальної операції у протистоянні противнику і припускав, що Бомбардувальне командування деякий час не зможе відновити нальоти на значну глибину. Неймовірно, але гітлерівське Верховне командування вважало, що Люфтваффе зможе перешкодити висадці морського десанту в Західній Європі. До червня 1944 року більшість підрозділів нічних винищувачів була перекинута на периферію Рейху в Італію, Австрію, Угорщину та Західну Європу. Лише NJG 1 і 3 залишилися в Німеччині.

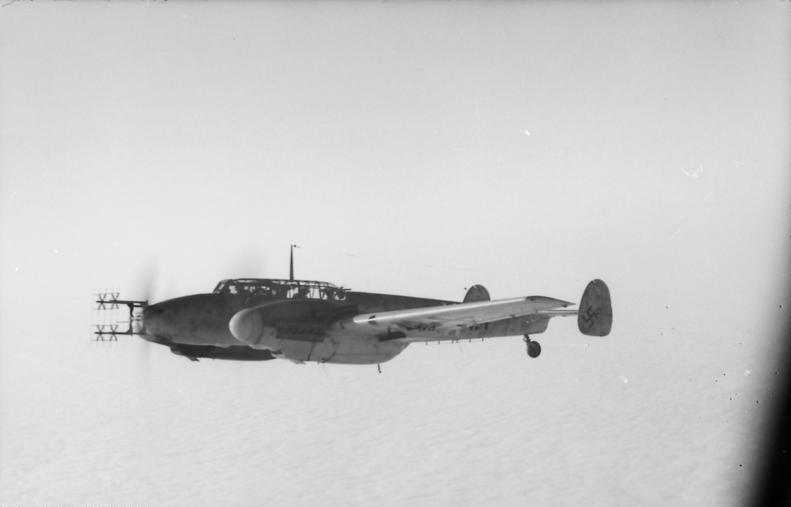
Важкий винищувач Bf 110 з радаром, що активно використовувався льотчиками NJG 1. 1942

За станом на 31 травня 1944 року NJG 1 мала наступну чисельність; штабна ескадрилья з He 219 і Bf 110, два літаки, один у робочому стані. I./NJG 1 налічувала Bf 110, He 219, а також кілька Me 410; 33 винищувачі, 26 у робочому стані. III./NJG 1 доповідала про наявність 17 Bf 110 у боєготовому стані. IV./NJG 1 мала 14 з 23 Bf 110 у боєздатному стані. У липні, коли Нормандська кампанія наближалася до вирішальної точки, NJG 1 перемістили на аеродроми, розташовані по всій Вестфалії. У вересні 1944 року крах німецького фронту в Нормандії змусив NJG 1 евакуювати весь штаб із Нідерландів до Мюнстера, Дортмунда, Дюссельдорфа та Фріцлара. У листопаді 1944 року штаб/NJG 1 переміщено до Падерборна, I./NJG 1 до Мюнстера, II./NJG 1 до Дюссельдорфа, III./NJG 1 до Фріцлара та IV./NJG 1 до Дортмунда. 2./NJG 1 було відокремлено та переміщено у Нідермендіг. Усі групи були підпорядковані 3-ій винищувальній дивізії.
ОКЛ правильно припустило, що найсучасніші технології, а не кількість і якість нічних винищувачів вирішиватимуть наступний етап битви. Але на початку 1944 року вони зробили неправильні висновки зі своїх успіхів і помилково припустили, що прості пристрої, такі як радіолокаційні детектори Naxos, SN-2 і Flensburg, у поєднанні з високим рівнем підготовки льотчиків нічної авіації завдадуть серйозної шкоди ворогу за умови, що їхні секрети можна буде зберегти від ворога. Німці зосередилися на випуску SN-2, а сантиметровий радар посів перше місце в списку пріоритетів. Використовувані типи радарів використовували довгохвильові радіолокаційні хвилі, які були схильні до перешкод і створювали високий опір. Рішення не ставити SN-2 на He 219 спричинило великі втрати літаків цього типу. Лише одиниці Ju 88 отримали Naxos. У грудні 1944 року була зроблена остання злагоджена спроба відновити перевагу високочастотного радіолокатора SN-3. Прорив союзників із Нормандії в серпні 1944 року знищив значну частину німецьких систем раннього попередження, що підтримували лінію Каммгубера. Це послабило денний і нічний захист, але не залишило їх безпорадними. Наземні німецькі Y-служби продовжували надавати розвідувальні дані про наближення повітряних атак. Надії Люфтваффе утримати німецький радар від противника не виправдалися. 13 липня 1944 року Ju 88G-1, оснащений радарним детектором «Фленсбург», помилково приземлився в Англії і дозволив британцям розробити контрзаходи; німці ніколи не відновлювали перевагу в радіолокаційній області. «Фленсбург» зміг виявити радіолокаційне випромінювання «Моніки», радар який попереджав екіпаж Королівських ПС про наближення літака.
У оснащенні німецькі нічні винищувачі залишалися боєздатними. Можливо, Bf 110 вважався застарілим, але в руках досвідчених пілотів він залишався грізним нічним винищувачем. Працюючи в тих самих умовах, II./NJG 1 на Bf 110 регулярно збивав більше бомбардувальників, ніж група He 219. Попри цьому, виробництво Bf 110G скорочувалося, оскільки виробництво Ju 88G зросло до 339 у грудні 1944 року. Технічні спеціалісти Heinkel тісно співпрацювали з оперативними підрозділами, щоб виробляти модифікації за запитом, але вони були суперечливими. У I. групі було 20 He 219A-0, A-2 і A-5. А-0 були доведені до останніх стандартів. II./NJG 1 використовувала невелику кількість He 219, але більшість пілотів не влаштовував цей тип, і вони виявили, що характеристики не були значно кращими, ніж у Bf 110. Екіпажам не подобалося, що вони сиділи попереду двигунів. Тим не менш, пілоти Ернст-Вільгельм Модров і Гайнц Штрюнінг добре показали себе на He 219. Виробництво Heinkel було згорнуто в січні 1945 року на користь Ju 88G — до цього часу Штрюнінг загинув.
З липня 1944 по травень 1945 року Бомбардувальне командування здійснювало 10 великих нальотів на місяць. З жовтня 1944 року 60-80 «Москіто» прилітали до Німеччини в середньому десять ночей на місяць. Пілоти He 219 у NJG 1 мало чим могли ним протистояти. У липні 1944 року NJG 1 He 219 збили три з них; але лише один був поблизу робочої висоти британського літака 9000 м. Незабаром завдання протистояння винищувачам «Москіто» поклали на одномоторні перехоплювачі. Ще більше ускладнюючи оперативні проблеми, недовіра між екіпажами та наземними диспетчерами щодо створення перешкод і використання літаків-приманок становила все більше перешкод. У пілотів не було іншого вибору, окрім як слідувати їхнім вказівкам, тому що єдині радари дальнього радіусу дії, «Наксос» і «Фленсбург», стали марними до липня 1944 року, а SN-2 почав демонструвати ознаки того, що він не відповідає вимогам часу. Британська тактика польотів нижче 3000 м призвела до такої кількості контактів на екранах SN-2, що було важко ідентифікувати конкретну ціль і слідувати за нею. Використання найсучасніших радарів та глушіння дуже ускладнили нічним винищувачам знайти напрями польоту бомбардувальників. Протистояння між літаками стало настільки гострим до грудня, що I./NJG 1 звітував про перехоплення лише у шести ночей, заявляючи про одну перемогу, ціною шести втрат.
Швидке погіршення ситуації навколо Німеччини викликало необхідність використання нічних винищувачів у ролях, для яких вони не були оснащені чи навчені. У грудні 1944 року вермахт і Ваффен-СС розпочали Арденнський наступ, намагаючись розбити британську та американську армії, пробити клин аж до Ла-Манша та захопити Антверпен. NJG 1 та інші підрозділи отримали наказ забезпечити безпосередню підтримку з повітря під час операції вночі. 23/24 грудня 88 нічних винищувачів виконували наземні місії підтримки між Льєжем, Седаном і Мецом, а також забезпечували підтримку облоги Бастоні. 17 грудня 8./NJG 1 здійснили обстріл позицій противника поблизу Маастрихта. III./NJG 1 повідомила про втрату одного екіпажу 26 грудня 1944 року, коли сухопутний наступ було зупинено. 1 січня 1945 року II./NJG 1 надав два Ju 88 для III./JG 1 для операції «Боденплатте». III./NJG 1 виділив чотири Ju 88 для II. і III./JG 1. Втім, операція «Боденплатте» стала катастрофою. Генерал-інспектор винищувальної авіації Люфтваффе Адольф Галланд зауважив: «Ми пожертвували нашими останніми ресурсами».

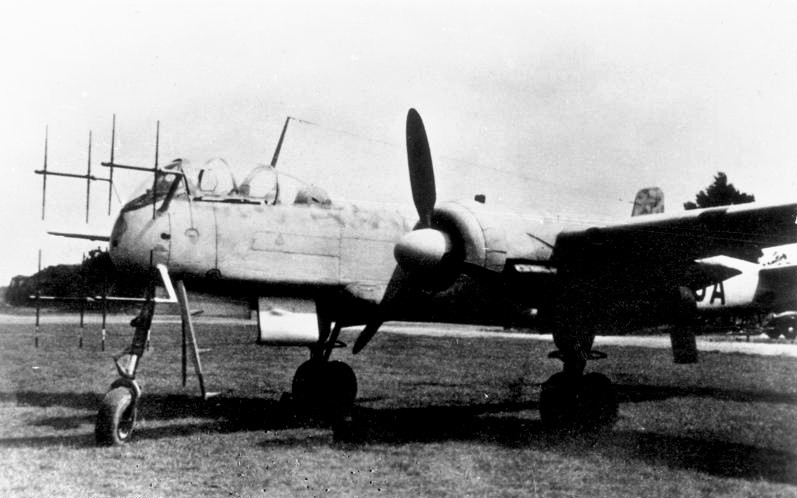
Винищувач He 219, оснащений радаром «Ліхтенштейн». 1940

Нестача пального безпосередньо вплинула на ефективність нічної винищувальної авіації Люфтваффе. Навчання, і без того недостатнє, було згорнуто, і нічні винищувачі не були в змозі завдати серйозних втрат бомбардувальникам противника після серпня 1944 року. Взимку 1944/45 рр. нічні винищувачі налічували 1355 літаків. Ця вражаюча сила була готова на 85 відсотків, але через нестачу палива вона була змушена залишатися на місці. 10 січня 1945 року NJG 1 повідомила про чисельність 20 Bf 110 (18 у стані готовності) у штабний ескадрильї/NJG 1, I.група 64 He 219 (45 у робочому стані), 24 із 37 Bf 110 боєготових у II. групі, 31 з 73 Bf 110 у III. групі й 24 із 33 у IV. групі. Решта екіпажів вважалися одними з найцінніших активів Люфтваффе.
Разом із нестачею пального нічним винищувачам до кінця 1944 року довелося боротися з технічними невдачами. «Москіто» були оснащені радар-детектором Serrate, що дозволяло екіпажам Королівських ПС орієнтуватися на викиди, створювані німецьким SN-2. Інші «Москіто» були оснащені «perfectos», які надсилали опитувальні імпульси для запуску системи ідентифікації «свій-чужий» IFF у німецьких винищувачів. Коли німецькі літаки відповідали, сигнал видавав літак як ворожий, а також пеленг і дальність польоту німецького екіпажу. Коли німці почали вимикати свої пристрої, це призвело до «дружнього вогню». У січні 1945 року було здійснено 1058 бойових вильотів, 117 літаків становили 1,3 відсотка від атакуючої сили, а 47 з них були втрачені. У лютому 1945 року повідомлялося ще про 47 втрачених і 181 збитий ворожий бомбардувальник; 1,2 відсотка атакуючих сил.
Німецька протиповітряна оборона настільки ослабла, що до моменту бомбардування Дрездена погода була найбільшою перешкодою для Бомбардувального командування. Лише шість бомбардувальників були втрачені над Дрезденом, при цьому три з цих втрат були спричинені бомбами, скинутими на бомбардувальники, що летіли нижче. Ганс Лейкгардт, NJG 5, був єдиним пілотом нічного винищувача Люфтваффе, який цієї ночі збив ворожий літак.
21 лютого 1945 року британські бомбардувальники атакували Дуйсбург, Вормс і Міттеландський канал, втративши при нальоті 34 бомбардувальники. Німецькі пілоти заявили про 59 збитих; NJG 1 претендував на 14. Лютневі бої стали останніми успіхами нічних винищувачів.
Щоб відновити безвихідну ситуацію в нічній війні, Герінг знову санкціонував проведення операцій з нальотами на Британію. Шнауфер, командир NJG 4, додав свій голос до закликів до відновлення цих операцій. Шнауфер виявив, що, переслідуючи бомбардувальники Королівських ПС над Північним морем, перешкоди його радару припинилися, і він міг літати без перешкод. Операція отримала назву «Гізела» і була запланована на 3-4 березня 1945 року. В результаті операції було знищено 22 німецькі літаки, 12 пошкоджено. 45 пілотів загинуло, ще 11 було поранено, 24 бомбардувальники знищено і 9 пошкоджено. Втрати британців склали 78 убитих, 18 поранених.
Наприкінці березня 1945 року почалося вторгнення західних союзників до Німеччини. Армії союзників прорвали лінію Зігфрида і форсували Рейн. У квітні 1945 року лінія Каммгубера повністю розпалася, коли американські та радянські війська зустрілися в Торгау. Німеччина була роздроблена, а залишки вермахту ізольовані в осередках опору біля Руру та в Баварії. Сили союзників виявили сотні покинутих німецьких нічних винищувачів на аеродромах по всій Німеччині, не маючи можливості знайти паливо для подальшої боротьби.
Підрозділи NJG 1 продовжували чинити опір бомбардувальній авіації противника до кінця війни над центральною та східною Німеччиною. Останній нічний виліт I./NJG 1 здійснила вночі 3/4 квітня 1945 року. Останню перемогу у війні III група здобула 16-17 квітня 1945 року.

## Командування

### Командири NJG 1
- оберст Вольфганг Фальк (26 червня 1940 — 30 червня 1943);
- оберст Вернер Штрайб (1 липня 1943 — березень 1944);
- оберстлейтенант Ганс-Йоахім Ябс (березень 1944 — 8 травня 1945).

### Командири I./NJG 1
- Гауптман Гюнтер Радуш (1 липня — 6 жовтня 1940);
- Майор Вернер Штрайб (18 жовтня 1940 — 1 липня 1943);
- Гауптман Ганс-Дітер Франк (1 липня — 27 вересня 1943);
- Гауптман Манфред Мойрер (28 вересня 1943 — 21 січня 1944);
- Майор Пауль Форстер (нім. Paul Förster) (січень — 1 жовтня 1944);
- Гауптман Вернер Бааке (2 жовтня 1944 — 8 травня 1945).

### Командири II./NJG 1
- Гауптман Конрад фон Ботмер (нім. Conrad von Bothmer) (22 червня — 1 липня 1940);
- Гауптман Карл-Гайнріх Гайзе (нім. Karl-Heinrich Heyse) (1 липня — 7 вересня 1940);
- Гауптман граф фон Штільфрайд унд Раттоніц (нім. Graf von Stillfried und Rattonitz) (7 вересня — 6 жовтня 1940);
- Майор Вальтер Еле (6 жовтня 1940 — 17 листопада 1943);
- Майор Екарт-Вільгельм фон Бонін (нім. Eckart-Wilhelm von Bonin) (18 листопада 1943 — 25 жовтня 1944);
- Гауптман Адольф Бревіс (нім. Adolf Breves) (26 жовтня 1944 — 8 травня 1945).

### Командири III./NJG 1
- Гауптман Конрад фон Ботмер (нім. Conrad von Bothmer) (1 липня — 1 листопада 1940);
- Гауптман Шен (нім. Schön) (1 листопада 1940 — 1 лютого 1941);
- Майор Адольф Едлер фон Граве (нім. Adolf Edler von Graeve) (8 лютого 1941 — 5 червня 1942);
- Гауптман Вольфганг Тімміг (6 червня 1942 — 31 травня 1943);
- Майор Егмонт цур Ліппе-Вайссенфельд (1 червня 1943 — 20 лютого 1944);
- Майор Мартін Древес (1 березня 1944 — 8 травня 1945).

### Командири IV./NJG 1
- Майор Гельмут Лент (1 жовтня 1942 — 1 серпня 1943);
- Гауптман Ганс-Йоахім Ябс (1 серпня 1943 — 1 березня 1944);
- Майор Гайнц-Вольфганг Шнауфер (1 березня — 26 жовтня 1944);
- Гауптман Герман Грайнер (1 листопада 1944 — 8 травня 1945);

### Командири Ergänzungsgruppe./NJG 1
- Оберлейтенант Зігфрид Вандам (нім. Siegfried Wandam) (? — ?);
- Оберлейтенант Карл-Гайнц Голлборн (нім. Karl-Heinz Hollborn) (? — жовтень 1941);
- Гауптман Зібельт Рінц (нім. Siebelt Reents) (жовтень — 11 грудня 1941);
- Гауптман Гельмут Пітерс (нім. Helmut Peters) (21 березня — 1 листопада 1942).

## Основні райони базування 1-ї ескадри нічних винищувачів

### Основні райони базуванняштабу1-ї ескадри нічних винищувачів
| Час                           | Місто       | Підпорядкування  | Основний літак |
| ----------------------------- | ----------- | ---------------- | -------------- |
| 22 червня 1940 — грудень 1943 | Арнем/Делен | 1-ша вд, 3-тя вд | Bf 110         |
| грудень 1943 — вересень 1944  | Беннінггард | 3-тя вд          | Bf 110, He 219 |
| вересень 1944 — березень 1945 | Дортмунд    | 3-тя вд          | Ju 88G         |
| березень — травень 1945       | Гузум       | 2-га вд          | Ju 88G         |

### Основні райони базування I./NJG 1
| Час                            | Місто            | Підпорядкування  | Основний літак |
| ------------------------------ | ---------------- | ---------------- | -------------- |
| 22 червня — липень 1940        | Менхенгладбах    | —                | Bf 110         |
| липень 1940 — березень 1941    | Гютерсло         | 1-ша вд          | Bf 110         |
| березень 1941 — 5 вересня 1944 | Венло            | 1-ша вд, 3-тя вд | Bf 110, He 219 |
| 5 вересня 1944 — 1 квітня 1945 | Мюнстер-Гандорф  | 3-тя вд          | He 219         |
| 1 квітня — 8 травня 1945       | Вестерланд/Гузум | 2-га вд          | He 219         |

### Основні райони базування II./NJG 1
| Час                           | Місто             | Підпорядкування  | Основний літак |
| ----------------------------- | ----------------- | ---------------- | -------------- |
| 22 червня — 1 липня 1940      | Амстердам-Схіпгол | —                | Bf 109D        |
| 1 липня — 7 вересня 1940      | Дюссельдорф       | 1-ша вд          | Ju 88C         |
| 7 вересня 1940 — травень 1941 | Арнем/Делен       | 1-ша вд          | Bf 110         |
| травень 1941 — березень 1944  | Сінт-Трейден      | 1-ша вд, 3-тя вд | Bf 110, Do 217 |
| березень — травень 1944       | Сен-Дізьє         | 4-та вд          | Bf 110         |
| травень — вересень 1944       | Сінт-Трейден      | 3-тя вд          | Bf 110         |
| вересень 1944 — березень 1945 | Дюссельдорф       | 3-тя вд          | Ju 88G, Bf 110 |
| березень — травень 1945       | Фелькенроде/Гузум | 2-га вд          | Ju 88G         |

### Основні райони базування III./NJG 1
| Час                          | Місто                   | Підпорядкування  | Основний літак  |
| ---------------------------- | ----------------------- | ---------------- | --------------- |
| 1 липня — грудень 1940       | Дюссельдорф             | 1-ша вд          | Bf 109E, Bf 110 |
| грудень 1940 — травень 1941  | Райне                   | 1-ша вд          | Bf 110          |
| травень 1941 — березень 1944 | Твенте                  | 1-ша вд, 3-тя вд | Bf 110          |
| березень — травень 1944      | Лан/Аті                 | 4-та вд          | Bf 110          |
| травень — вересень 1944      | Твенте/Леуварден        | 3-тя вд          | Bf 110, Ju 88G  |
| вересень 1944 — січень 1945  | Фріцлар                 | 3-тя вд          | Bf 110, Ju 88G  |
| січень — травень 1945        | Штормеде/Крефельд/Гузум | 2-га вд          | Ju 88G          |

### Основні райони базування IV./NJG 1
| Час                           | Місто        | Підпорядкування  | Основний літак         |
| ----------------------------- | ------------ | ---------------- | ---------------------- |
| 1 жовтня 1942 — березень 1944 | Леуварден    | 1-ша вд, 3-тя вд | Bf 110                 |
| березень — вересень 1944      | Сінт-Трейден | 3-тя вд          | Bf 110, He 219         |
| вересень 1944 — квітень 1945  | Дортмунд     | 3-тя вд          | Bf 110, He 219, Ju 88G |
| квітень — травень 1945        | Гузум        | 2-га вд          | Ju 88G                 |

### Основні райони базування Ergänzungsgruppe./NJG 1(резервна група)
| Час                                  | Місто                | Підпорядкування | Основний літак |
| ------------------------------------ | -------------------- | --------------- | -------------- |
| грудень 1940 — 26 січня 1941         | Інгольштадт-Манхінг  |                 | Bf 110/Bf 109  |
| 27 січня — лютий 1941                | Кельн-Остгайм        |                 | Bf 110/Bf 109  |
| лютий — 6 березня 1941               | Венло                |                 | Bf 110/Bf 109  |
| 7 березня — жовтень 1941             | Штутгарт-Південний   |                 | Bf 110/Bf 109  |
| жовтень — 14 листопада 1941          | Ольборг-Східний      |                 | Bf 110/Bf 109  |
| 14 листопада 1941 — 1 листопада 1942 | Штутгарт-Ехтердінген |                 | Bf 110/Bf 109  |

## Список кавалерів Лицарського хреста Залізного хреста NJG 1
Позначення
| Ім'я                      | Звання                  | Підрозділ   | Лицарського хреста | Лицарського хреста з дубовим листям | Лицарського хреста з дубовим листям та мечами | Лицарського хреста з дубовим листям, мечами та діамантами |
| ------------------------- | ----------------------- | ----------- | ------------------ | ----------------------------------- | --------------------------------------------- | --------------------------------------------------------- |
| Ганс-Гайнц Аугенштайн     | оберлейтенант           | 7./NJG 1    | 9 червня 1944      |                                     |                                               |                                                           |
| Вернер Бааке              | оберлейтенант           | 2./NJG 1    | 27 липня 1944      |                                     |                                               |                                                           |
| Екарт-Вільгельм фон Бонін | гауптман                | II./NJG 1   | 5 лютого 1944      |                                     |                                               |                                                           |
| Курт Бандрок              | оберфельдфебель         | штаб./NJG 1 | 30 червня 1944     |                                     |                                               |                                                           |
| Людвіг Беккер             | оберлейтенант           | 12./NJG 1   | 1 липня 1942       | 26 лютого 1943                      |                                               |                                                           |
| Еріх Вайсфлог             | оберлейтенант           | NJG 1       | 24 червня 1944     |                                     |                                               |                                                           |
| Йоганнес Гагер            | гауптман                | II./NJG 1   | 12 березня 1945    |                                     |                                               |                                                           |
| Август Гайгер             | гауптман                | 7./NJG 1    | 22 травня 1943     | 2 березня 1944                      |                                               |                                                           |
| Еріх Гандке               | фанен-юнкер-фельдфебель | IV./NJG 1   | 27 липня 1944      |                                     |                                               |                                                           |
| Вільгельм Ганслер         | оберфельдфебель         | IV./NJG 1   | 27 липня 1944      |                                     |                                               |                                                           |
| Герман Грайнер            | оберлейтенант           | 11./NJG 1   | 27 липня 1944      | 17 квітня 1945                      |                                               |                                                           |
| Гайнц Грімм               | лейтенант               | IV./NJG 1   | 5 лютого 1944      |                                     |                                               |                                                           |
| Мартін Древес             | гауптман                | III./NJG 1  | 27 липня 1944      | 17 квітня 1945                      |                                               |                                                           |
| Рейнгольд Еккардт         | оберлейтенант           | II./NJG 1   | 30 серпня 1941     |                                     |                                               |                                                           |
| Вальтер Еле               | майор                   | II./NJG 1   | 29 серпня 1943     |                                     |                                               |                                                           |
| Рудольф Зігмунд           | гауптман                | 11./NJG 1   | 2 серпня 1943      |                                     |                                               |                                                           |
| Райнгольд Кнаке           | гауптман                | 3./NJG 1    | 1 липня 1942       | 7 лютого 1943                       |                                               |                                                           |
| Фріц Лау                  | гауптман                | 4./NJG 1    | 28 квітня 1945     |                                     |                                               |                                                           |
| Гельмут Лент              | оберлейтенант           | 6./NJG 1    | 30 серпня 1941     | 6 червня 1942                       | 2 серпня 1943                                 | 31 липня 1944                                             |
| Лотар Лінке               | оберлейтенант           | 12./NJG 1   | 19 вересня 1943    |                                     |                                               |                                                           |
| Герберт Лют'є             | гауптман                | 8./NJG 1    | 1 червня 1943      | 17 квітня 1945                      |                                               |                                                           |
| Ернст Вільгельм Модров    | гауптман                | 1./NJG 1    | 19 серпня 1944     |                                     |                                               |                                                           |
| Манфред Мойрер            | гауптман                | 3./NJG 1    | 16 квітня 1943     | 2 серпня 1943                       |                                               |                                                           |
| Вальтер Мюллер            | гауптман                | 3./NJG 1    | 20 серпня 1944     |                                     |                                               |                                                           |
| Фрідріх Румпельгардт      | лейтенант               | IV./NJG 1   | 27 липня 1944      |                                     |                                               |                                                           |
| Вольфганг Фальк           | майор                   | NJG 1       | 2 жовтня 1940      |                                     |                                               |                                                           |
| Гайнц Фінке               | оберфельдфебель         | 11./NJG 1   | 19 вересня 1943    | 27 квітня 1944                      |                                               |                                                           |
| Ганс-Дітер Франк          | майор                   | 2./NJG 1    | 29 червня 1943     | 2 березня 1944                      |                                               |                                                           |
| Гергард Шайбе             | оберфельдфебель         | I./NJG 1    | 10 грудня 1943     |                                     |                                               |                                                           |
| Карл-Гайнц Шерфлінг       | оберфельдфебель         | 12./NJG 1   | 8 квітня 1944      |                                     |                                               |                                                           |
| Дітріх Шмідт              | оберлейтенант           | 8./NJG 1    | 27 липня 1944      |                                     |                                               |                                                           |
| Гайнц-Вольфганг Шнауфер   | оберлейтенант           | 12./NJG 1   | 31 грудня 1943     | 26 червня 1944                      | 30 липня 1944                                 | 16 жовтня 1944                                            |
| Вернер Штрайб             | оберлейтенант           | 2./NJG 1    | 6 жовтня 1940      | 26 лютого 1943                      | 11 березня 1944                               |                                                           |
| Гайнц Штрюнінг            | лейтенант резерву       | 3./NJG 1    | 29 жовтня 1942     | 20 липня 1944                       |                                               |                                                           |
| Ганс-Йоахім Ябс           | гауптман                | NJG 1       | 1 жовтня 1940      | 24 березня 1944                     |                                               |                                                           |